# Aleksandr Gorszkow (łyżwiarz figurowy)
Aleksandr Gieorgijewicz Gorszkow, ros. Александр Георгиевич Горшков (ur. 8 października 1946 w Moskwie, zm. 17 listopada 2022 tamże) – rosyjski łyżwiarz figurowy, startujący w parach tanecznych z żoną Ludmiłą Pachomową. Mistrz olimpijski z Innsbrucka (1976), 6-krotny mistrz świata (1970–1976), 6-krotny mistrz Europy (1970–1976), 9-krotny mistrz Związku Radzieckiego (1964–1966, 1969–1971, 1973–1975).
W 1974 roku Pachomowa i Gorszkow po raz pierwszy wykonali Tango Romantica, który później Międzynarodowa Unia Łyżwiarska (ISU) przyjęła jako jeden ze wzorów tańca obowiązkowego tzw. pattern dance wykonywany przez pary taneczne.

## Biografia

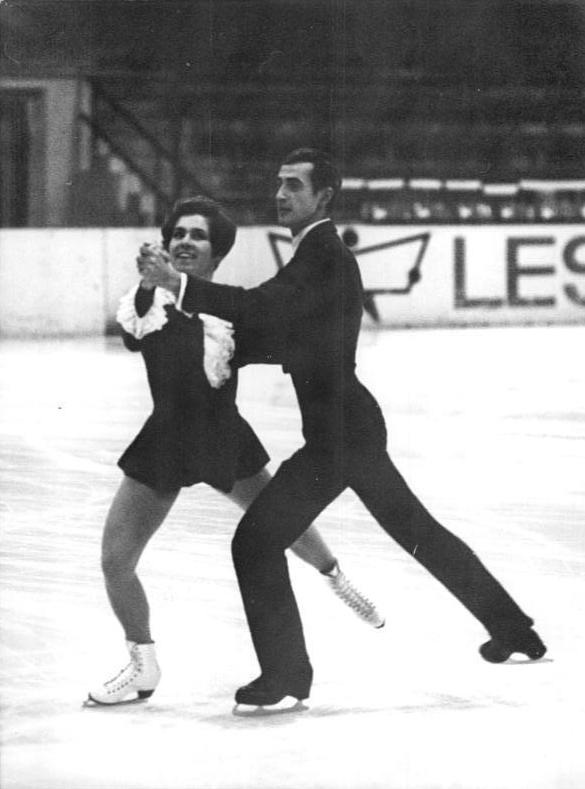
Pachomowa i Gorszkow (1969)

Pachomowa i Gorszkow rozpoczęli wspólną jazdę w maju 1966 i niedługo potem zostali parą w życiu prywatnym. Gorszkow oświadczył się Pachomowej, jednak jej warunkiem przyjęcia zaręczyn było wywalczenie tytułu mistrzów świata. Para wywalczyła tytuł w 1970 roku i zaraz potem pobrała się. 
W 1974 roku Pachomowa i Gorszkow zadebiutowali wykonaniem tańca Tango Romantica, który wymyślili wraz z trenerem. Bazując na oryginalnym układzie, taniec ten wymaga głębokich krawędzi i precyzyjnych ruchów. Międzynarodowa Unia Łyżwiarska (ISU) przyjęła go jako jeden ze wzorów tańca obowiązkowego tzw. pattern dance wykonywany przez pary taneczne.
W 1977 roku na świat przyszła ich córka Julja. W 1986 roku jego żona Ludmiła zmarła na białaczkę w wieku 39 lat. W 1988 roku on i jego żona Ludmiła zostali uhonorowani w Światowej Galerii Sławy Łyżwiarstwa Figurowego. W późniejszym czasie drugą żoną Gorszkowa była Irina, która miała syna Stanisława (ur. 1976) z pierwszego małżeństwa.
Gorszkow pracował w Państwowym Komitecie Sportu, a później został sędzią i Głównym Sędzią Zawodów ISU. W 1988 roku został przewodniczącym komitetu technicznego ISU w konkurencji par tanecznych. 4 czerwca 2010 roku został wybrany prezydentem Rosyjskiej Federacji Łyżwiarstwa Figurowego. Był również przewodniczącym Regionalnej Charytatywnej Fundacji na rzecz Sztuki i Sportu, nazwanej imieniem Pachomowej.

## Osiągnięcia
Z Ludmiłą Pachomową
| Zawody               | 66–67          | 67–68          | 68–69          | 69–70          | 70–71          | 71–72          | 72–73          | 73–74          | 74–75          | 75–76          |                |                |                |                |                |                |                |
| Międzynarodowe       | Międzynarodowe | Międzynarodowe | Międzynarodowe | Międzynarodowe | Międzynarodowe | Międzynarodowe | Międzynarodowe | Międzynarodowe | Międzynarodowe | Międzynarodowe | Międzynarodowe | Międzynarodowe | Międzynarodowe | Międzynarodowe | Międzynarodowe | Międzynarodowe | Międzynarodowe |
| -------------------- | -------------- | -------------- | -------------- | -------------- | -------------- | -------------- | -------------- | -------------- | -------------- | -------------- | -------------- | -------------- | -------------- | -------------- | -------------- | -------------- | -------------- |
| Igrzyska olimpijskie |                |                |                |                |                |                |                |                |                | 1              |                |                |                |                |                |                |                |
| Mistrzostwa świata   | 13             | 6              | 2              | 1              | 1              | 1              | 1              | 1              |                | 1              |                |                |                |                |                |                |                |
| Mistrzostwa Europy   | 10             | 5              | 3              | 1              | 1              | 2              | 1              | 1              | 1              | 1              |                |                |                |                |                |                |                |
| Prize of Moscow News |                |                |                | 1              | 1              | 1              | 1              |                | 1              | 1              |                |                |                |                |                |                |                |
| Krajowe              |                |                |                |                |                |                |                |                |                |                |                |                |                |                |                |                |                |
| Mistrzostwa ZSRR     | 2              | 2              | 1              | 1              | 1              |                | 1              | 1              | 1              |                |                |                |                |                |                |                |                |

## Nagrody i odznaczenia
- Światowa Galeria Sławy Łyżwiarstwa Figurowego – 1988[8]